# Коцюбинский, Михаил Михайлович
Михаи́л Миха́йлович Коцюби́нский (укр. Миха́йло Миха́йлович Коцюби́нський; 5 [17] сентября 1864, Винница — 12 [25] апреля 1913, Чернигов) — украинский писатель, общественный деятель, классик украинской литературы. Отец украинского советского государственного и партийного деятеля Юрия Коцюбинского. Приёмный отец советского военного деятеля Виталия Примакова.

## Биография
Михаил Михайлович Коцюбинский родился 17 сентября 1864 года в Виннице. Его матерью была молдавская дворянка Гликерия Максимовна Абаза.
Позднее Коцюбинские оставили Винницу и переехали жить в село, а затем — в городок Бар. Там Михаила отдали в начальную школу (1875—1876).
В 1876—1880 годах Коцюбинский учился в духовном училище в Шаргороде. В этот период произведения Тараса Шевченко и Марко Вовчок произвели на него такое сильное впечатление, что он и сам захотел стать писателем. После окончания Шаргородского духовного училища в 1880 году Коцюбинский поехал в Каменец-Подольский, намереваясь учиться в университете, но эта мечта не осуществилась. В 1881 году семья Коцюбинских, некоторое время переезжавшая с места на место, вернулась в Винницу. В 1882 году Коцюбинский арестован за связь с народовольцами, а после освобождения взят под надзор полиции.
Из-за тяжёлого материального положения семьи юноше не удалось продолжить образование: мать ослепла, а впоследствии (в 1886 году) умер отец. Ответственность за довольно большую семью (восемь человек) легла на плечи Михаила. В 1886—1889 годах он давал частные уроки и продолжал учиться самостоятельно, а в 1891 году, сдав экзамен экстерном при Винницком реальном училище на народного учителя, работал репетитором.
В 1892—1896 годах Коцюбинский был в составе Одесской филлоксерной комиссии, боровшейся с вредителем винограда — филлоксерой. Работа в сёлах Бессарабии дала ему материал для написания цикла молдавских рассказов: «Для общего добра», «Пе-коптьор», «Дорогой ценой». Годы работы в этой комиссии дали Коцюбинскому богатый материал для творчества. Он получил возможность познакомиться с жизнью других народов — молдаван, крымских татар. Особенностью его творческого таланта было умение передать национальный колорит, быт и верования других народов.
Затем писатель работал в Крыму, который зажигал творческое воображение чувствительного к экзотике Коцюбинского. В 1898 году Михаил Михайлович переехал в Чернигов. Сначала занимал должность делопроизводителя при земской управе, временно заведовал столом народного образования и редактировал «Земский сборник Черниговской губернии». В сентябре 1900 года устроился в городском статистическом бюро, где работал до 1911 года. В Чернигове встретил Веру Устиновну Дейшу, влюбился, и она стала его женой. Писатель и его будущая супруга поддерживали народнические и революционные идеи. Михаил нашел в Вере родственную душу.
Здесь, в Чернигове, выросли его дети — Юрий, Оксана, Ирина, Роман. Еженедельно в доме писателя собиралась литературная молодёжь города. Сюда приходили такие известные в будущем писатели и поэты, как Василь Блакитный, Николай Вороной, Павло Тычина.
В 1900 году Коцюбинский устроился в городское статистическое бюро, где проработал до 1911 года и где встретил Александру Аплаксину. После этой встречи у него было две жизни — в одной он был добропорядочным, респектабельным семьянином и во второй — уже не юным любовником довольно молодой девушки (их разница в возрасте составляла 16 лет). Роман длился десять лет; узнав о нём, жена простила Михаила, чтобы не разрушать семью.
Впоследствии М. Коцюбинский стал путешествовать. Он объездил бо́льшую часть Европы. Это был не только «зов его души», но и потребность в лечении. Он часто посещал итальянский остров Капри, где проходил лечение. В 1911 году «Общество сторонников украинской науки и искусства» назначило М. Коцюбинскому пожизненную стипендию в размере 2000 рублей в год, чтобы он мог уволиться со службы. Однако писатель чувствовал себя всё хуже. Его мучили астма и туберкулез.
В больнице М. Коцюбинский узнал о смерти лучшего друга, композитора Н. В. Лысенко (об их дружбе подробно рассказал Н. Шурова в книге «Я весь был, как песня»).
Весной 1913 года М. Коцюбинский скончался. Был похоронен на Болдиной горе в Чернигове.

## Творчество
Коцюбинский был и остаётся одним из самых оригинальных украинских прозаиков. Он знал девять иностранных языков, среди которых греческий, крымскотатарский, цыганский; одним из первых в украинской литературе осознал потребность её реформирования в направлении современной европейской прозы. Его творчество всегда было предметом споров литературных критиков. До сих пор некоторые исследователи модернизма Коцюбинского осторожно называют его импрессионистом в литературе.
Придя в украинскую литературу, которую тогда Винниченко называл «невольницьким кладовищем», Коцюбинский стал писать так, как писали европейцы. Самое большое влияние на его творчество оказали Кнут Гамсун и другие европейские авторы. Из русских же он ценил Ивана Бунина, хотя и писал, что не разделяет его философию.
Коцюбинский начал пробовать свои силы в литературе рано, брался за поэзию, переводы, очерки, но вскоре главным полем его писательской деятельности, настоящим призванием становится художественная проза. Из первых опытов Коцюбинского-прозаика до нас дошли рассказы «Андрей Соловейко, или Учение свет, а неучение тьма» (1884), «21-го декабря, на введение» (1885), «Дядя и тётя» (1885).
Печататься Коцюбинский начал в 1890 году — львовский детский журнал «Звонок» опубликовал его стихотворение «Наша хатка». В том же году побывал во Львове, установив творческие контакты с местными литераторами и издателями, в частности Иваном Франко. Поездка положила начало постоянному сотрудничеству Коцюбинского в западноукраинских изданиях. В начале 1891 года он поехал в с. Лопатинцы на Винничине, где совместил работу домашнего учителя в семье местного служащего (бухгалтера сахарозавода) с углублённым изучением жизни села, народного языка, культуры и начал серьёзную литературную работу. Только за 1891 год из-под его пера вышли рассказы «Харитя», «Ёлка», «Пятизлотник», повесть «На веру», стихотворная сказка «Завистливый брат». Произведения привлекли внимание литературной общественности, показали, что в украинскую прозу пришёл талантливый писатель.
В начале 1890-х годов часть молодой украинской интеллигенции, захваченной либерально-просветительскими идеями, образовала организацию «Братство тарасовцев», с участниками которой Коцюбинский некоторое время поддерживал связь. Эта связь отразилась на его творчестве. В сказке «Хо» (1894) Коцюбинский превознёс значение либерально-просветительской деятельности.
Годы пребывания Коцюбинского на правительственной службе в Молдавии и Крыму дали жизненный материал для его произведений «Для общего блага» (1895), «Посол чёрного царя» (1897), «Ведьма» (1898), «В узах шайтана» (1899), «Дорогой ценой» (1901), «На камне» (1902), «В грешный мир», «Под минаретами» (1904). Одним из свидетельств того, что Коцюбинский своими произведениями молдавско-крымского цикла выходил за пределы локальных проблем, является то, что его повесть «Для общего блага» была напечатана в переводе на русский язык в журнале «Жизнь» (1899, кн. 12).
Богатая творческими достижениями пятилетняя служба в филлоксерной комиссии стала периодом интенсивного роста писателя. Оставив работу в комиссии, он после безуспешной попытки устроиться на работу в Чернигове, где жила семья, уехал в Житомир, где занял различные должности в редакции местной газеты «Волынь». В начале 1898 года Коцюбинский наконец получил работу в черниговском земстве.
Важным моментом мировоззренческо-писательской эволюции Коцюбинского был рассказ «Куколка» (1901). В «Куколке» Коцюбинский предстал выдающимся мастером психологического анализа. Сосредоточение внимания на психологических коллизиях становится определяющей чертой его творчества.
Несколько особняком в творчестве Коцюбинского стоят произведения на темы из прошлого украинского народа — «На крыльях песни» (1895) и «Дорогой ценой» (1901). Их объединяет романтично-возвышенная, героическая тональность.
Новелла «Цвет яблони» была в украинской литературе новаторской по теме: поднималась проблема отношения писателя к действительности, говорилось, что художник при любых обстоятельствах не может забывать о своём гражданско-профессиональном долге, должен болеть чужим горем, как собственным.
К теме «Цвета яблони» Коцюбинский возвращается не раз (цикл миниатюр «Из глубины», стихотворение в прозе «Память души», незавершённое произведение «Паутина», новеллы «Intermezzo» и «Сон»). Выраженное в этих произведениях идейно-художественное кредо декларируется и в письме-воззвании М. Коцюбинского и М. Чернявского 1903 года к украинским писателям. Последующее развитие украинской литературы Коцюбинский видел в расширении её тематических и идейных горизонтов, поиска новых художественных форм.
В пятилетие перед Революцией 1905—1907 годов Коцюбинский написал и опубликовал рассказ «Fata Morgana» (Киевская старина, 1904). В нём он уловил те главные сдвиги в сознании крестьянства и новые тенденции в эволюции социальной психологии села, которые в полную силу проявились во время революции. Революция окончательно открыла миру новую деревню, а Коцюбинский без какого-либо вмешательства в текст рассказа продолжил его как вторую часть повести. Вторая часть повести «Fata morgana» (опубликована в апрельском номере «Литературно-научного вестника» за 1910 год) принадлежит к наиболее выдающимся творческим достижениям Коцюбинского, связанным с событиями первой русской революции.
В 1906—1912 годах кроме второй части «Fata morgana» Коцюбинский создаёт новеллы «Смех», «Он идёт» (1906), «Неизвестный», «Intermezzo», «В дороге» (1907), «Persona grata», «Как мы ездили к Колодцу» (1908), «Дебют» (1909), «Сон», «Письмо» (1911), «Подарок на именины», «Лошади не виноваты», этюды «Хвала жизни!», «На острове» (1912), а также повесть «Тени забытых предков» (1911).
Во время поездок на остров Капри писатель часто встречался с Горьким, зимой 1911—1912 годов даже жил у него и написал там «Лошади не виноваты» и «Подарок на именины».
Художественные очерки «Хвала жизни!» и «На острове», написанные летом 1912 года, — последние произведения Коцюбинского. Пафосом торжества жизни над смертью пропитан очерк «Хвала жизни!». Лейтмотив очерка «На острове» — идея непрерывности, вечности человеческого бытия.
Языковая практика Коцюбинского — один из ярких примеров широкого подхода к развитию литературного языка. Не отрицая важности различных стилей украинского литературного языка, слов-новообразований, оригинальных выражений, конструкций, главным источником обогащения языка литературы он считал общенародную речь.
Творчество Коцюбинского служит художественным примером уже не одному поколению украинских писателей. Его произведения переведены на русский, польский, французский, итальянский, немецкий, японский и норвежский языки.

### Экранизации
По произведениям писателя созданы фильмы «Кровавый рассвет» (1957), «Кони не виноваты» (1957), «Дорогой ценой» (1958), «Тени забытых предков» (1965), «Подарок на именины» (1991).

## Семья
- Жена Вера Устиновна Дейша (1863—1921) — общественный деятель.
  - Сын Юрий (1896—1937) — большевик, революционер, военный и партийный деятель.
  - Сын Роман (1901—1937) — c 1921 года служил в Червонном казачестве.
  - Дочь Оксана (1898—1920) — участница революции и Гражданской войны, жена В. М. Примакова, умерла при родах.
  - Дочь Ирина (1899—1977) — автор мемуаров.

## Память
- Михаилу Коцюбинскому посвящены два литературно-мемориальных музея — в Виннице (1927) и в Чернигове (Черниговский литературно-мемориальный музей-заповедник М. М. Коцюбинского, 1935).
- В честь Коцюбинского названы населённые пункты:
  - пгт Коцюбинское Бучанского района Киевской области;
  - пгт Михайло-Коцюбинское Черниговского района Черниговской области.
- В честь Коцюбинского названы улицы:
  - улица Михаила Коцюбинского в центре Киева, а также ещё в нескольких городах Украины;
  - улица Коцюбинского на западе Москвы
  - проспект Коцюбинского в городе Виннице
  - улица Коцюбинского в городе Луганск с 1910 года.
- В 1970 году на Киностудии им. Довженко был снят художественный биографический фильм «Семья Коцюбинских» (в главной роли Александр Гай).
- Имя было присвоено Нежинскому передвижному украинскому музыкально-драматическому театру.
- В крымском посёлке Симеиз в 1968 году был открыт Музей Михаила Коцюбинского — в доме, в котором Коцюбинский останавливался в свой второй приезд в Симеиз.